# Saint-Martin-d'Heuille
 Saint-Martin-d'Heuille  es una población y comuna francesa, situada en la región de Borgoña, departamento de Nièvre, en el distrito de Nevers y cantón de Guérigny.

## Demografía
| 345 | 334 | 380 | 502 | 515 | 534 |
| Para los censos de 1962 a 1999 la población legal corresponde a la población sin duplicidades (Fuente: INSEE [Consultar]) |     |     |     |     |     |